# Vovó Bondade
Vovó Bondade é uma vilã fictícia de quadrinhos da DC Comics. Ela é um dos Novos deuses criados pelo artista Jack Kirby. Primeira aparição em Mister Miracle vol. 1 #2 (Maio-Junho 1971). Ela é uma serva de Darkseid, e age como treinadora de seus soldados e torturadora.
Seu treinamento, conduzido em orfanatos especiais, instiga nos pupilos total devoção a Darkseid. Ela é cruel, autoritária e não tem a menor compaixão, mas sempre valoriza os fortes. Ela sempre procura eliminar a vontade própria de seus pupilos. Por exemplo, quando o Senhor Milagre estava sendo treinado na habilidade de equilibrar-se em discos voadores, e lamentou para Vovó que seu companheiro caiu nas fossas de fogo, Vovó Bondade bateu em seu rosto e esbravejou: "Ele era fraco! Em Apokolips, só os fortes merecem viver!". Do mesmo modo, quando uma das Fúrias Femininas, Lashina, passou um tempo exilada na Terra e retornou a Apokolips, Vovó Bondade a atacou junto com as outras Fúrias. Porém, quando Lashina matou Bernadeth, sua rival, Vovó acolheu Lashina de braços abertos.
Contra oponentes formidáveis, Vovó prefere não matar; ela sabe que suas técnicas de tortura e lavagem cerebral podem tornar os mais perigosos inimigos em excelentes soldados.
Vovó Bondade, como todos os membros dos Novos deuses possui força, resistência, e reflexos sobre-humanos. Ela também é mestre em diversos tipos de luta armada e desarmada, bem como tortura e lavagem cerebral.
Vovó Bondade faleceu na saga chamada A Morte dos Novos Deuses.

## Em outras mídias
- Partcipou dos episódios "A Garotinha Perdida - Parte 1" e "A Garotinha Perdida - Parte 2", de Superman: A Série Animada, onde Vovó treinava crianças terrestres para participar da Intergangue. Também apareceu nos episódios "A Herança - Parte 1" e "A Herança - Parte 2". Dublada por Ed Asner nos Estados Unidos e por Gilberto Baroli no Brasil.
- Participou do episódio "Laços Que Prendem" de Liga da Justiça Sem Limites, no qual disputa o poder de Apokolips e sequestra Oberon para obrigar o Senhor Milagre a resgatar Kalibak, filho de Darkseid. Dublada por Ed Asner nos Estados Unidos e por Beatriz Loureiro no Brasil.
- Em Smallville, participa do episódio "Salvation", da 9ª temporada, interpretada por Nancy Amelia Bell; e dos episódios "Abandoned", "Prophecy" e "Finale" da 10ª temporada, tendo sido interpretada por Christine Willes.[2]
- Em longas-metragens participou da animação Superman/Batman: Apocalipse, sendo dublada por Ed Asner nos Estados Unidos e por Carlos Seidl no Brasil, e recentemente de Liga da Justiça: Deuses e Monstros, sendo dublada por Khary Payton nos Estados Unidos e por Beatriz Loureiro no Brasil, reprisando seu papel de Liga da Justiça Sem Limites.

Ela também apareceu no game  Lego Dc Super Vilains, como aliada de Darkseid 